# Ziemowit Dutkiewicz
Ziemowit Dutkiewicz (ur. 30 maja 1992) – polski lekkoatleta specjalizujący się w biegach płotkarskich i sprinterskich.
W 2009 reprezentował Polskę na mistrzostwach świata juniorów młodszych zajmując w biegu na 400 metrów przez płotki ósmą lokatę. 
Medalista mistrzostw Polski seniorów ma w dorobku jeden srebrny medal (Bydgoszcz 2011 – sztafeta 4 × 100 metrów). Złoty medalista halowych mistrzostw Polski w sztafecie 4 × 400 metrów (2016). Stawał na podium juniorskich mistrzostw kraju.
Rekordy życiowe:
- Bieg na 400 metrów (hala) – 47,24OT (26 lutego 2014, Akron)
- Bieg na 400 metrów przez płotki – 51,34 (14 maja 2016, Toledo)